# Tottenham Hotspur F.C.
Tottenham Hotspur Football Club, često znan i kao Tottenham ili Spurs engleski je nogometni klub iz Tottenhama, London. Trenutačno igra u Premier ligi. Jedan je od većih engleskih klubova te s Arsenalom, Liverpoolom, Manchester Unitedom, Manchester Cityjem i Chelseajem čini veliku šestorku (engleski: Big Six) engleskog nogometa. Navijači Tottenhama ga zovu i Lilywhites (bijeli ljiljani), zbog tradicionalne bijele boje dresova.
Stadion Tottenham Hotspur se nalazi u Londonu. 
Tottenham je prvi klub u 20. stoljeću koji je osvojio Premier Ligu i FA kup iste godine, bilo je to u sezoni 1960./1961. Godine 1963. postali su prvi engleski klub koji je osvojio Europski trofej – Kup pobjednika kupova. 
Geslo kluba glasi Audere est Facere (lat. "Odvažiti se znači učiniti"), a simbol kluba je tetrijeb koji stoji na nogometnoj lopti. Klub ima dugu povijest rivalstva sa susjedom Arsenalom. Utakmice između ta dva kluba poznate su kao sjevernolondonski derbiji.

## Klupski uspjesi

### Domaći uspjesi
Nacionalna prvenstva
First Division:
- Prvak (2): 1950./51., 1960./61.

Second Division:
- Prvak (2): 1919./20., 1949./50.

Nacionalni kupovi:
FA kup:
- Osvajač (8): 1901., 1921., 1961., 1962., 1967., 1981., 1982., 1991.

Engleski Liga kup:
- Prvak (4): 1971., 1973., 1999., 2008.

FA Community Shield:
- Osvajač (7): 1920./21., 1951./52., 1961./62., 1962./63., 1967./68., 1981./82., 1991./92.

### Europski uspjesi
Europski kupovi
UEFA Liga prvaka:
- Finalist (1): 2018./19. (finale)

Kup UEFA:
- Prvak (2): 1971./72., 1983./84.
- Finalist (1): 1973./74.

UEFA Europska liga:
- Osvajač (1): 2024./25. (finale)

Kup pobjednika kupova:
- Osvajač (1): 1962./63.

UEFA Superkup:
- Finalist (1): 2025.

Anglo-talijanski Liga kup:
- Osvajač (1): 1972.

Predsezonski kupovi
Kirin kup:
- Osvajač (1): 1979.

Peace kup:
- Osvajač (1): 2005.

Vodacom Challenge:
- Osvajač (1): 2007.

International Champions Cup:
- Osvajač (1): 2018.

Audi Cup:
- Osvajač (1): 2019.

## Dvorana slavnih igrača Tottehnam Hotspura
Ovi igrači zapisani su kao velikani Tottenham Hotsupra zbog igračkih zasluga za klub: Najnoviji dodatak klupskoj dvorani slavnih su Steve Perryman i Jimmy Greaves, dodani 20 travnja 2016.
| - Osvaldo Ardiles - Ricardo Villa - Clive Allen - Les Allen - Paul Allen - Darren Anderton - Peter Baker - Phil Beal - Bobby Buckle - Keith Burkinshaw - Martin Chivers - Tommy Clay - Ray Clemence - Ralph Coates - Garth Crooks - Jimmy Dimmock | - Ted Ditchburn - Terry Dyson - Paul Gascoigne - Arthur Grimsdell - Jimmy Greaves - Willie Hall - Ron Henry - Glenn Hoddle - Jack Jull - Ledley King - Cyril Knowles - Gary Lineker - Gary Mabbutt - Billy Minter - Tom Morris - Alan Mullery | - Bill Nicholson - Maurice Norman - Steve Perryman - Martin Peters - Teddy Sheringham - Bobby Smith - Vivian Woodward - Chris Waddle - Fanny Walden - David Ginola - Steffen Freund - Jürgen Klinsmann - Chris Hughton - Danny Blanchflower - Pat Jennings - Steve Archibald | - Bill Brown - John Cameron - Alan Gilzean - Dave Mackay - John White - Ronnie Burgess - Mike England - Cliff Jones - Terry Medwin - Taffy O'Callaghan |

## Igrač godine Tottenham Hotspura
Prema glasovima članova i kupcima sezonskih ulaznica.
| - 1987. Gary Mabbutt - 1988. Chris Waddle - 1989. Erik Thorstvedt - 1990. Paul Gascoigne - 1991. Paul Allen - 1992. Gary Lineker - 1993. Darren Anderton - 1994. Jürgen Klinsmann | - 1995. Teddy Sheringham - 1996. Sol Campbell - 1997. Sol Campbell - 1998. David Ginola - 1999. Stephen Carr - 2000. Stephen Carr - 2001. Neil Sullivan - 2002. Simon Davies | - 2003. Robbie Keane - 2004. Jermain Defoe - 2005./06. Robbie Keane - 2006./07. Dimitar Berbatov - 2007./08. Robbie Keane - 2008./09. Aaron Lennon - 2009./10. Michael Dawson - 2010./11. Luka Modrić | - 2011./12. Scott Parker - 2012./13. Gareth Bale - 2013./14. Christian Eriksen - 2014./15. Harry Kane - 2015./16. Toby Alderweireld - 2016./17. Christian Eriksen - 2017./18. Jan Vertonghen - 2018./19. Son Heung-min | - 2019./20. Son Heung-min - 2020./21. Harry Kane - 2021./22. Son Heung-min - 2022./23. Harry Kane - 2023./24. Micky van de Ven - 2024./25. Lucas Bergvall |

## Poznati igrači
| - Osvaldo Ardiles - Ricardo Villa - Clive Allen - Les Allen - Paul Allen - Darren Anderton - Peter Baker - Phil Beal - Bobby Buckle - Keith Burkinshaw - Jimmy Cantrell - Martin Chivers - Tommy Clay - Ray Clemence - Ralph Coates - Garth Crooks - Jimmy Dimmock - Ted Ditchburn | - Terry Dyson - Paul Gascoigne - Arthur Grimsdell - Jimmy Greaves - Willie Hall - Ron Henry - Glenn Hoddle - Jack Jull - Ledley King - Cyril Knowles - Gary Lineker - Gary Mabbutt - Billy Minter - Tom Morris - Alan Mullery - Moussa Saïb - Bill Nicholson | - Maurice Norman - Steve Perryman - Martin Peters - Jamie Redknapp - Teddy Sheringham - Bobby Smith - Erik Thorstvedt - Vivian Woodward - Chris Waddle - David Ginola - Steffen Freund - Jürgen Klinsmann - Chris Hughton - Danny Blanchflower - Pat Jennings - Steve Archibald | - Jürgen Klinsmann - Teddy Sheringham - Sol Campbell - David Ginola - Stephen Carr - Neil Sullivan - Simon Davies - Jermain Defoe - Robbie Keane - Dimitar Berbatov - Aaron Lennon - Gareth Bale - Christian Eriksen - Luka Modrić - Niko Kranjčar | - Bill Brown - John Cameron - Alan Gilzean - Dave Mackay - John White - Ronnie Burgess - Mike England - Cliff Jones - Terry Medwin - Taffy O'Callaghan | - Rafael van der Vaart - Jonathan Woodgate - Roman Pavljučenko - Serhij Rebrov - Darren Bent - Emmanuel Adebayor - Heurelho Gomes - Tom Huddlestone - Peter Crouch - Harry Kane - Hugo Lloris - Stipe Pletikosa |

## Poznati treneri
- Harry Redknapp
- André Villas-Boas
- Juande Ramos
- Mauricio Pochettino
- José Mourinho

## Vanjske poveznice
- tottenhamhotspur.com Službena stranica
- spurshistory.com  Arhivirana inačica izvorne stranice od 16. srpnja 2011. (Wayback Machine)